# Staden

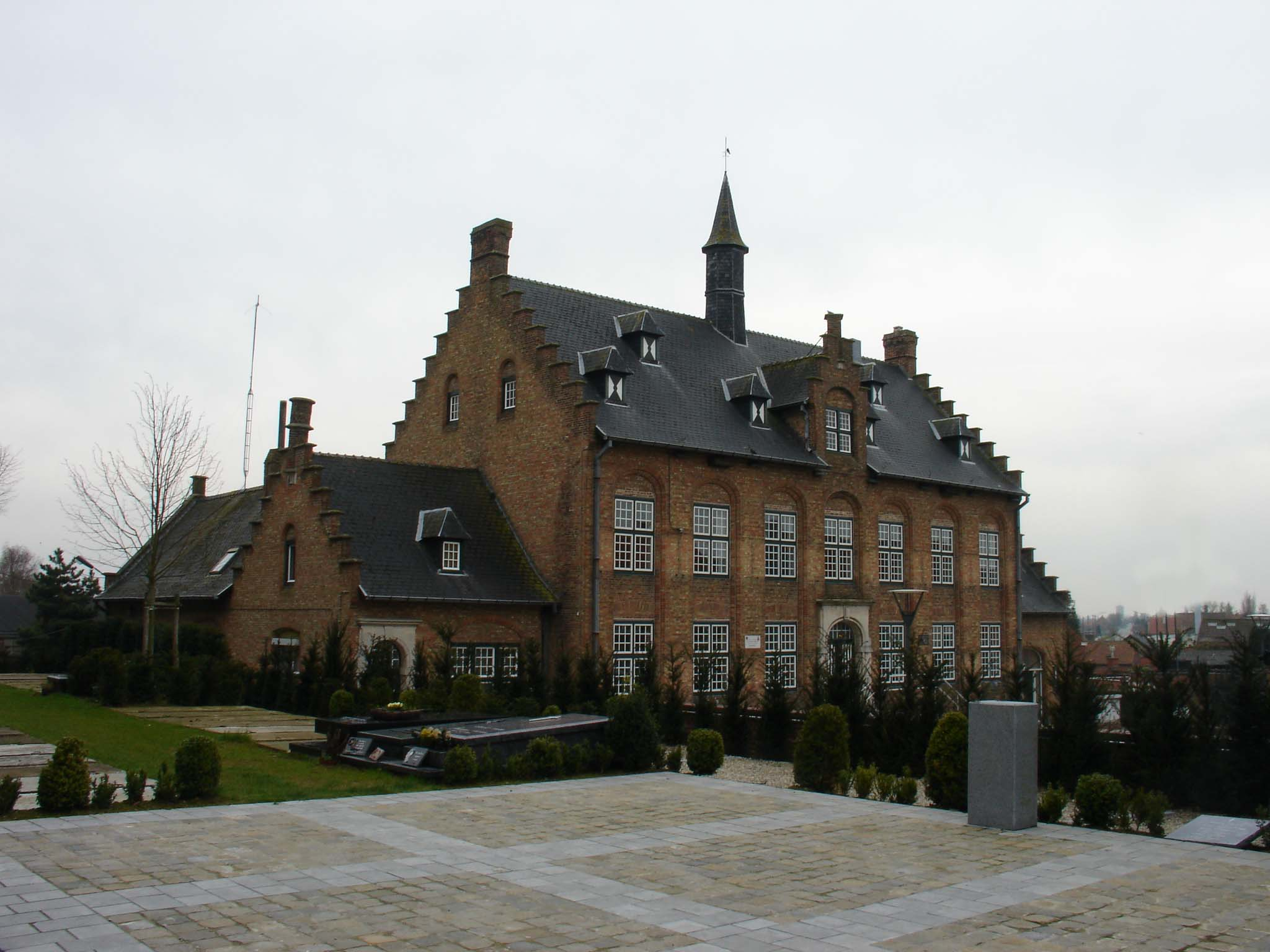
A antiga Câmara Municipal na praça da aldeia de Westrozebeke, que ainda lembra a época em que a aldeia ainda era um município separado.

Staden é um município belga da província de Flandres Ocidental. O município é constituído pelas vilas de located in  Oostnieuwkerke, Staden e Westrozebeke. Em 1 de Janeiro de 2006, o município tinha uma população de 10.669 habitantes, uma área de 46,24 km² a que correspondia uma densidade populacional de 237 habitantes por km².

## Deelgemeente
O município é constituído por três deelgemeenten. No quadro abaixo, encontram-se informações sobre cada uma delas.
| #   | Nome           | Área (km²) | População (31/12/2006) |
| --- | -------------- | ---------- | ---------------------- |
| I   | Staden         | 25,43      | 5.391                  |
| II  | Oostnieuwkerke | 10,80      | 3.422                  |
| III | Westrozebeke   | 10,00      | 2.169                  |

Fonte dos dados: Página oficial do município de Staden